# Sampi
La lletra sampi (Ϡ en majúscula i ϡ en minúscula; forma arcaica epigràfica: Ͳ, ) és una lletra obsoleta de l'alfabet grec. Té un valor numèric de 900. El nom "sampi" aparentment ve de [o]sàn pî: "semblant a pi".